# Національний музей ренесансу
Національний музей ренесансу (фр. Musée national de la Renaissance) — національний музей Франції, створений для висвітлення періоду французького відродження в культурі й мистецтві країни.

## Приміщення до створення музею

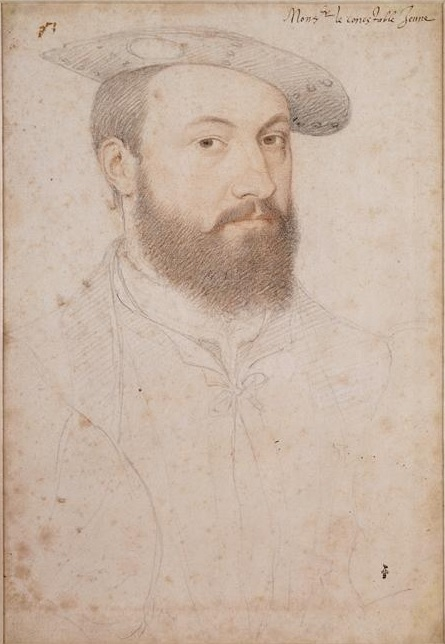
Худ. Жан Клуе. Анн I де Монморансі, ініціатор побудови замку Екуан, 1530 р. Музей Конде.

Сучасний музей розташований на відстані 19 кілометрів на північ від Парижа та за 15 кілометрів від аеропорту Руассі.
У середньовіччя на цьому місці вибудували фортецю. Новий володар земель і фортеці зруйнував її, аби вивільнити місце під замок-палац нового типу. Анн I де Монморансі, багатій і приятель французьких королів, котрий мав на той час 130 замків і 600 різних фортець, зажадав створити помешкання, відповідне його статусу і амбіціям. Автор первісного проекту невідомий. На другому етапі з 1547 року проектуванням і будівництвом опікувався архітектор Жан Бюллан (1510–1578). Кошти дозволили володарю запросити на працю в замок-палац низку найкращих митців Франції, серед яких скульптор Жан Гужон, кераміст і хімік Бернар Паліссі тощо. Жан Бюллан і вибудував чотирикутник палацу з чотирма павільйонами на кутах і внутрішнім двором. Архітектуру належать північне крило замку і парадний портал південного, ніші якого колись прикрашали оригінальні скульптури Мікеланджело Буонарроті «Раб, що рве пута» і «Вмираючий раб», пізніше передані в музей Лувр.

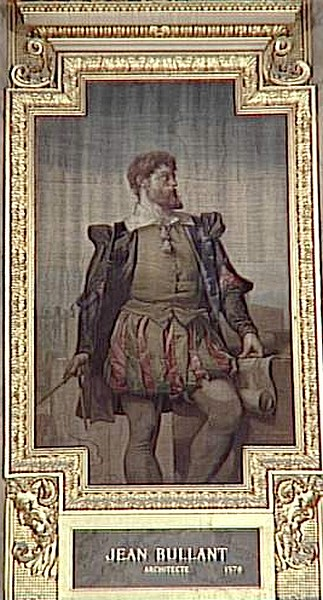
Жан Бюллан, Галерея Аполлона, Лурв, Париж.
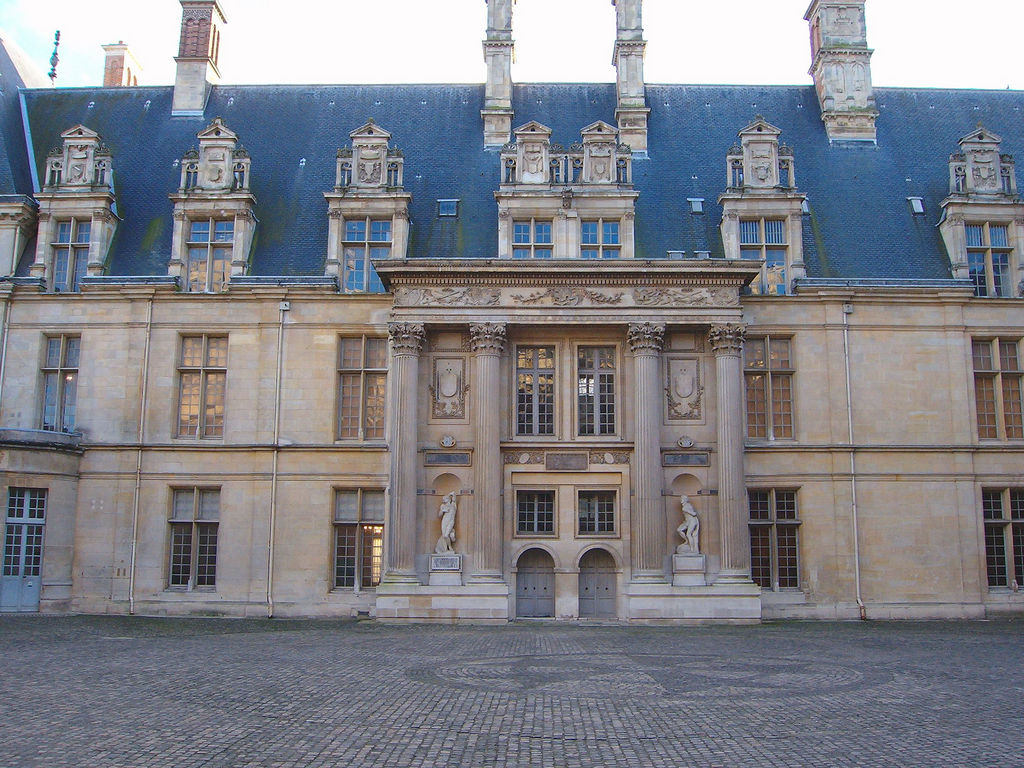
Парадний портрал південного крила замку Екуан з копіями скульптур Мікеланджело
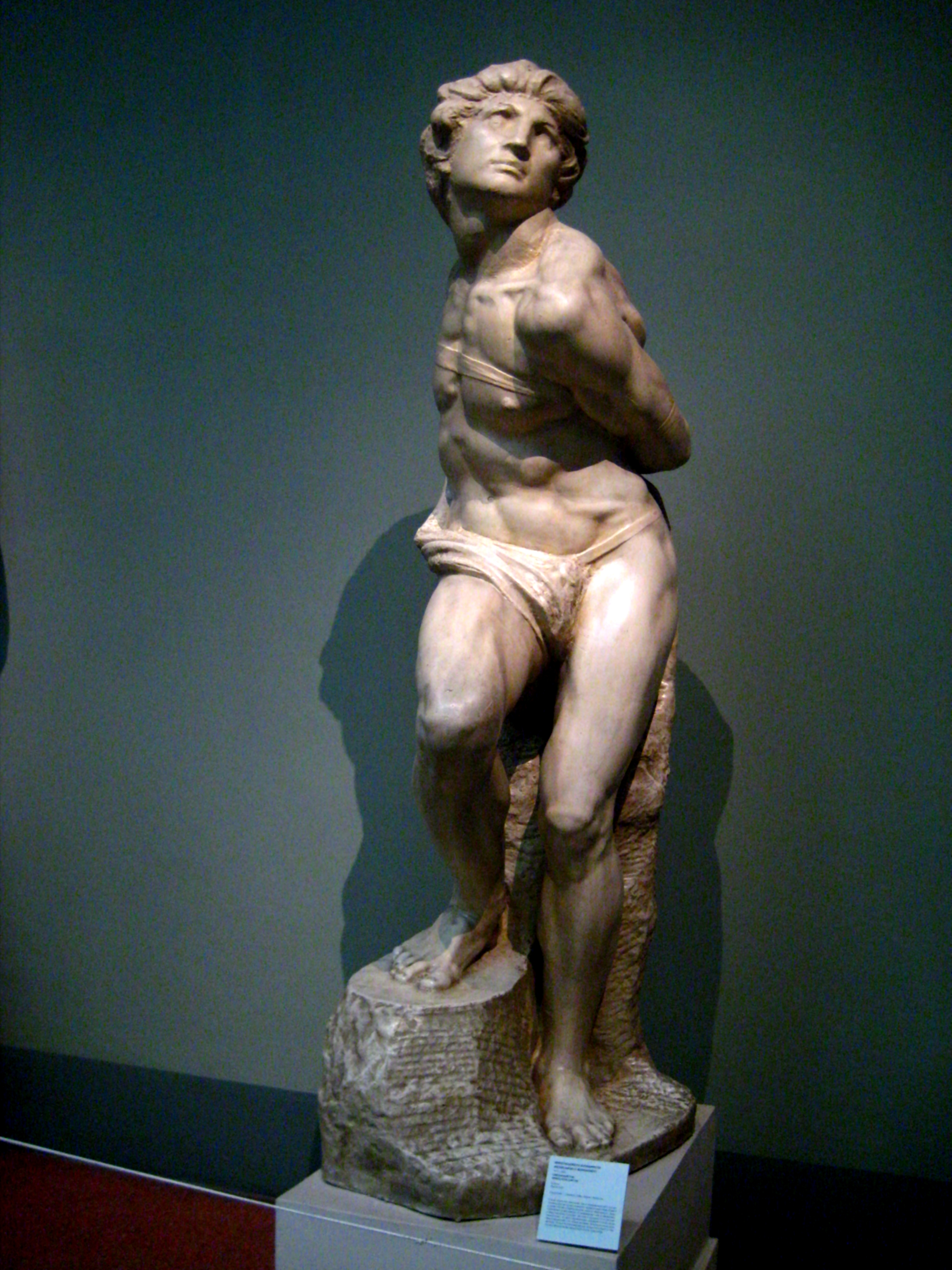
Мікеланджело. «Раб, що рве пута»
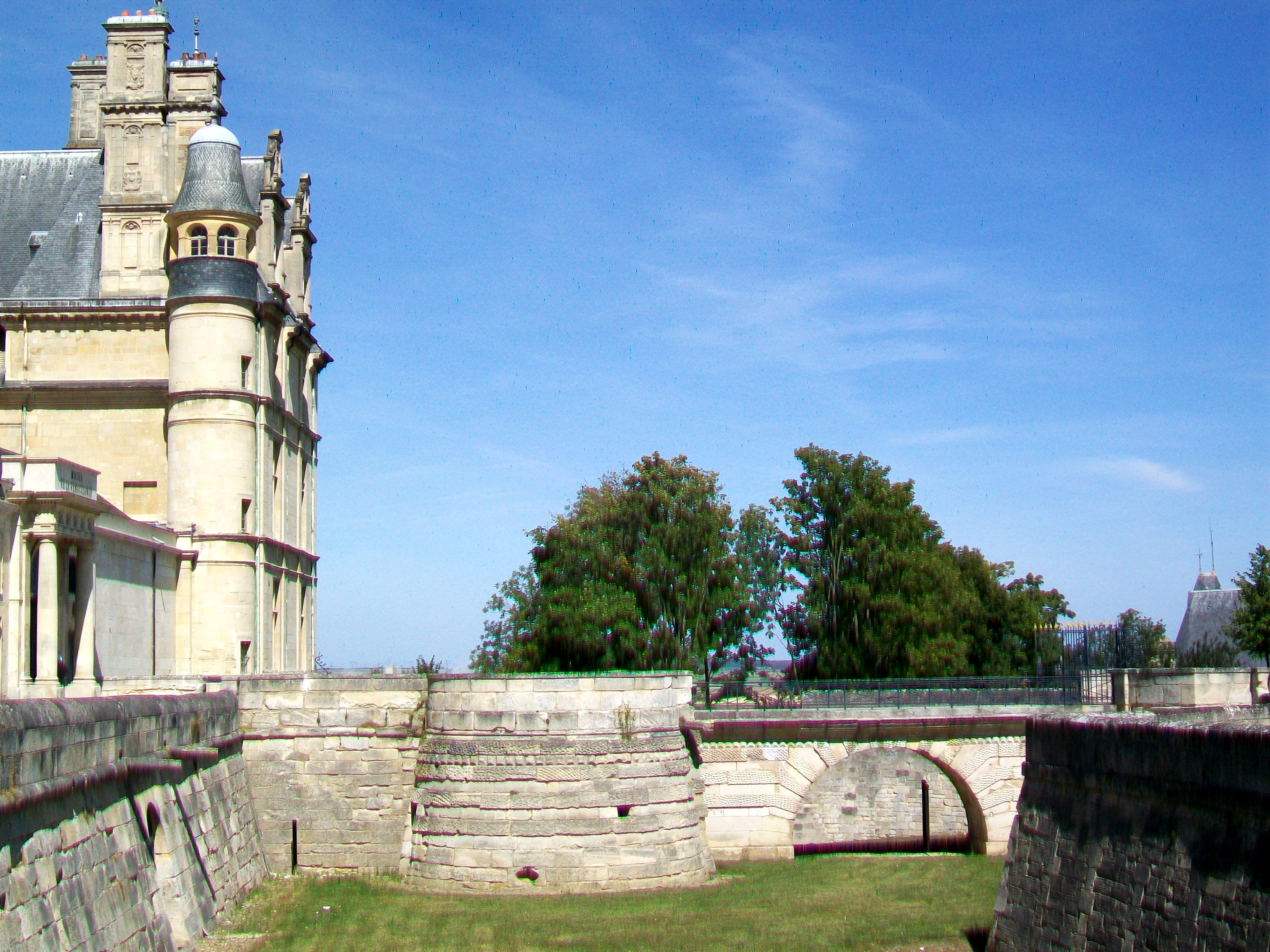
Рови замку Екуан і міст

Пихатий нащадок Монморансі (онук Анн I де Монморансі), наважився підняти повстання проти всемогутнього кардинала Рішельє, за що поплатився покаранням і конфіскацією замку Екуан. Король Луї XIII передав замок Шарлотті Ангулемській. Згодом замок перейшов до роду Конде, в десятиліття володіння яких тут попрацював паркобудівник і садівник Жуль Ардуен-Мансар. В роки французької революції 1789–1793 рр. замок був конфіскований, а його західне крило зруйноване. Приміщення використовували як лікарню, тюрму і клуб для патріотів. Низка інтер'єрів і їх декор були поруйновані і розкрадені. Згодом їх частку знайдуть у місцевих мешканців та в лісі. 1805 року з ініціативи Наполеона І було створено Виховну школу для дітей кавалерів ордену Почесного легіону. Школу і розмістили в замку, а поруйноване західне крило було відбудоване. Школа і виховний заклад проіснували до початку 1960-х років.

## Ініціатива Андре Мальро
Ініціатива створення нового музейного закладу належить міністру Франції Андре Мальро. На початку 1960-х років він шукав принагідне приміщення для музею французького ренесансу, витвори мистецтва тої доби зберігав музей Клюні, але не виставляв за браком відповідних площ.
1962 року Школа покинула замок, де розпочали реставрацію. По закінченні відновлення і пристосування замку під музей, сюди вивезли експонати музею Клюні доби французького відродження і маньєризму. А з 1977 року запрацював Національний музей ренесансу, єдиний на теренах Франції.

## Володар-заклад, фонди і експозиції

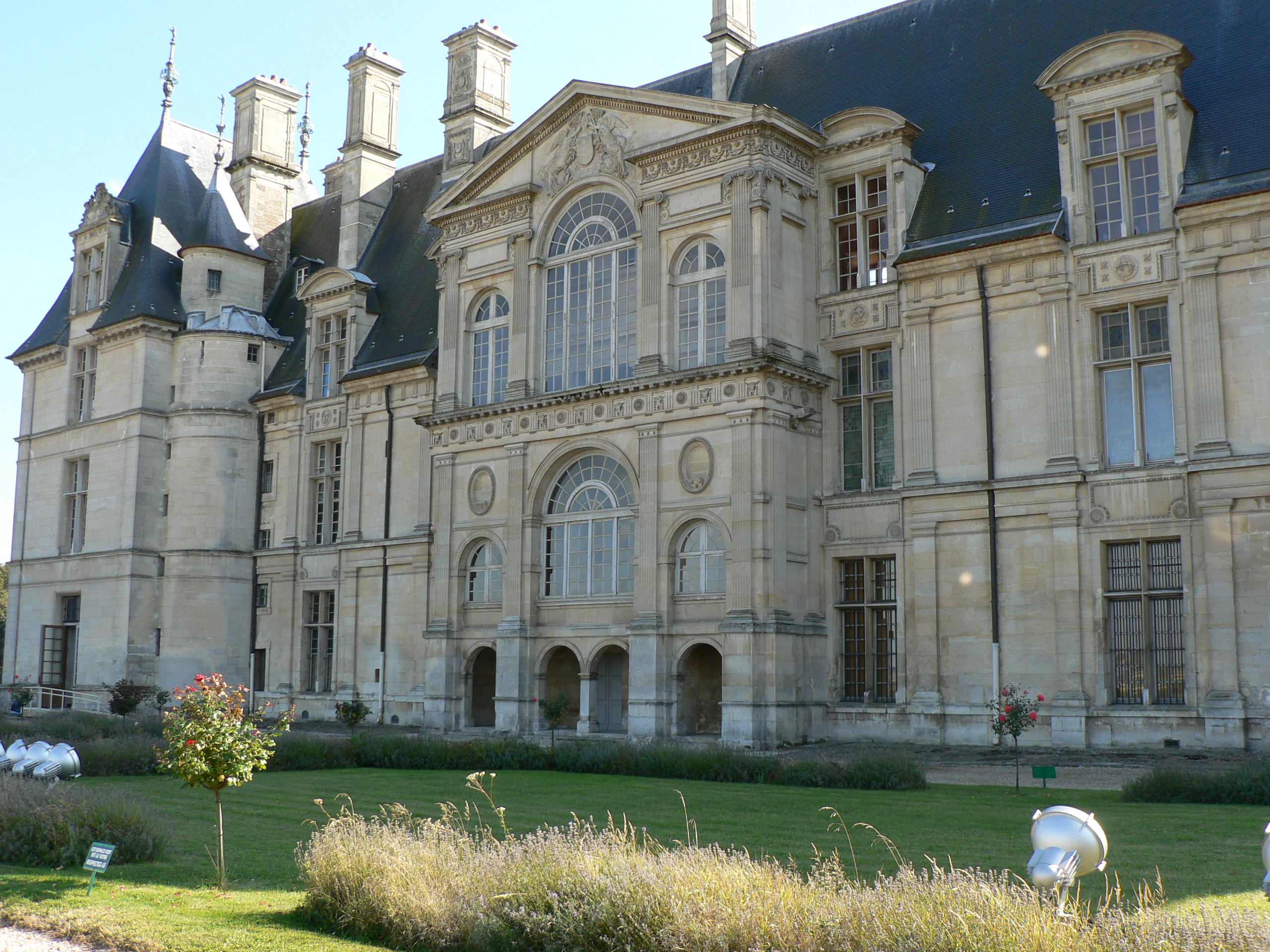
Північний фасад замку Екуан на рівнину

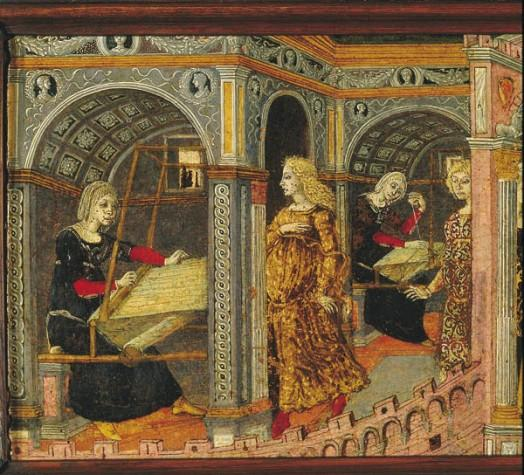
«Пенелопа тке килим і розпускає його вночі», італійська картина 15 ст.

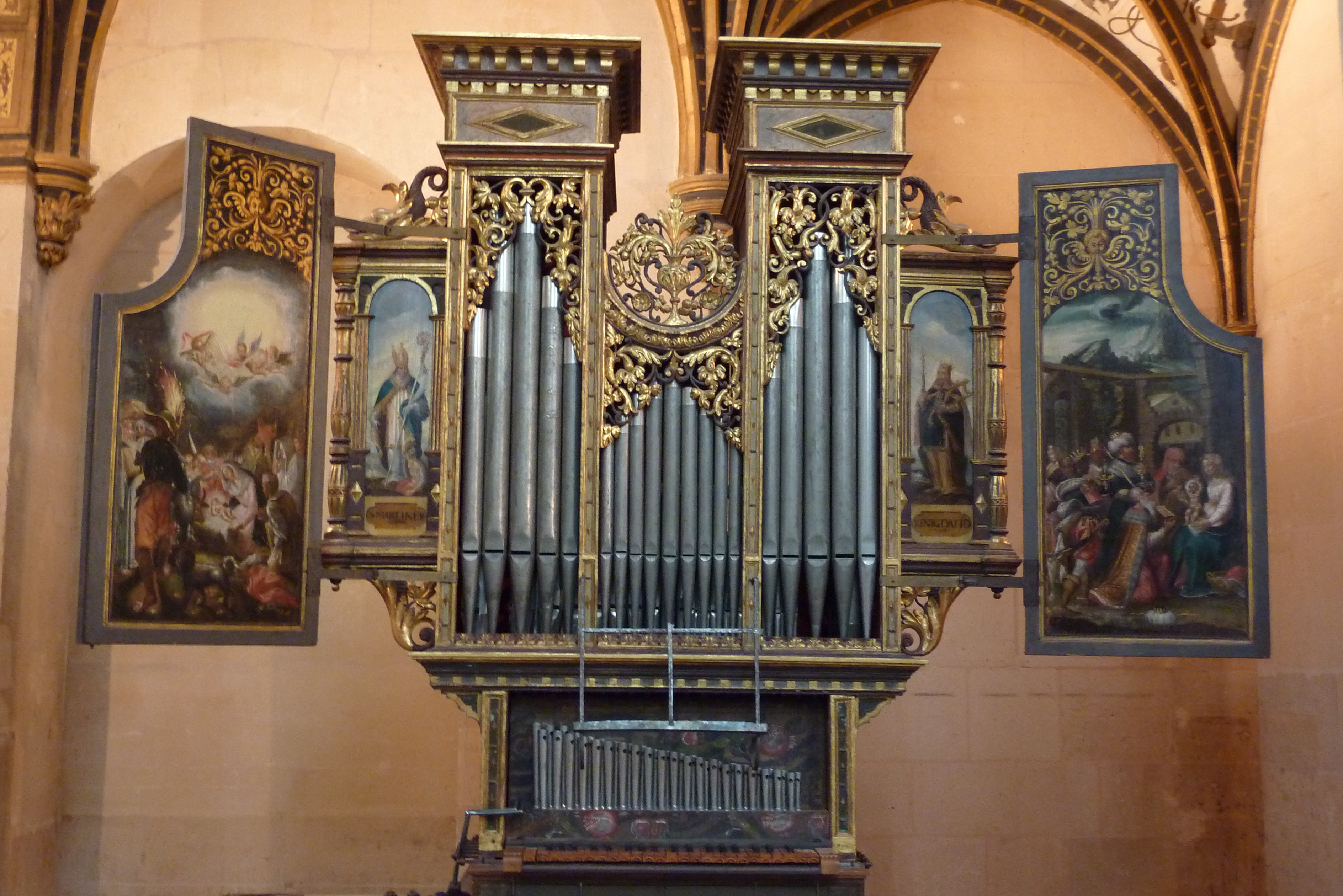
Орган в каплиці замку Екуан

Головний експонат музею — сам замок доби ренесансу, де попрацювали відомі його представники, серед яких Філібер Делорм, Жан Бюллан, керамісти Бернар Паліссі та Массео Абакес (Masséot Abaquesne), Ніколо дель Аббате. Але замок добудовували і парк добудовували пізніше, так, сад бароко французького зразка створений за проектом Жуля Ардуена-Мансара. Проведені роботи по його відновленню. Невеликі добудови належать і добі французького класицизму, тут працював до початку революції архітектор Антуан-Франсуа Пейр.
Замок (приміщення) перебуває в веденні Великого канцлера ордена Почесного легіону. А музей як заклад — в веденні Міністерства культури Франції.
- В Національному музеї ренесансу розмістили десять гобеленів із серії по біблійного царя Давида і Вірсавію, загальна довжина яких сягає сімдесяти п'яти метрів. Це не єдині гобелени збірки. Серед експонатів — гобелени за малюнками Джуліо Романо. В розділі текстилю — тканини, котрі належали королю Англії Генріху VIII.

- Вироби з французького срібла відомі в усьому світі. Власну колекцію виробів французького срібла в музей передав Соломон Ротшильд ще 1922 року. Колекція — експонат Національного музею ренесансу.
- В відділку зброї головують твори зброярів із колекції Едварда Вомона
- В музейній експозиції представлений також живопис, хоча його колекції не такі репрезентативні, як ренесансні колекції інших музеїв. Серед творів художників Північного Відродження — картини Пітера Кука ван Альста. Італієць Давид Гірляндайо (1452–1525) представлений мозаїкою «Мадонна на троні з немовлям і янголами», французький художник-маньєрист Туссен Дюбрей — картиною «Шлях на Голгофу», Леонар Лімузен (1505–1575) — «Портретом Антуанетти де Бурбон».
- Музей має також керамічні вироби з міста Ізміка, з італійських керамічних центрів. Саме в Музей ренесанса передали і археологічні знахідки з паризької майстерні кераміста Бернара Паліссі, знайдені під час реконструкції двору палацу-музею Лувр.

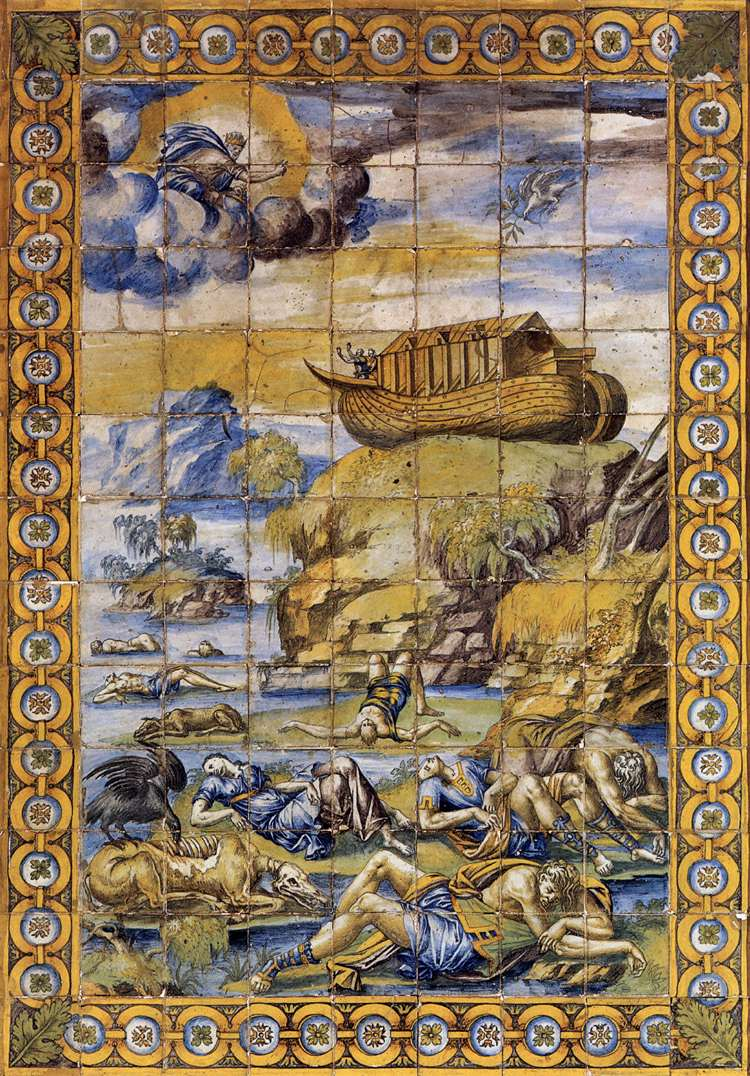
Массео Абакес. Керамічне панно «Всесвітній потоп»
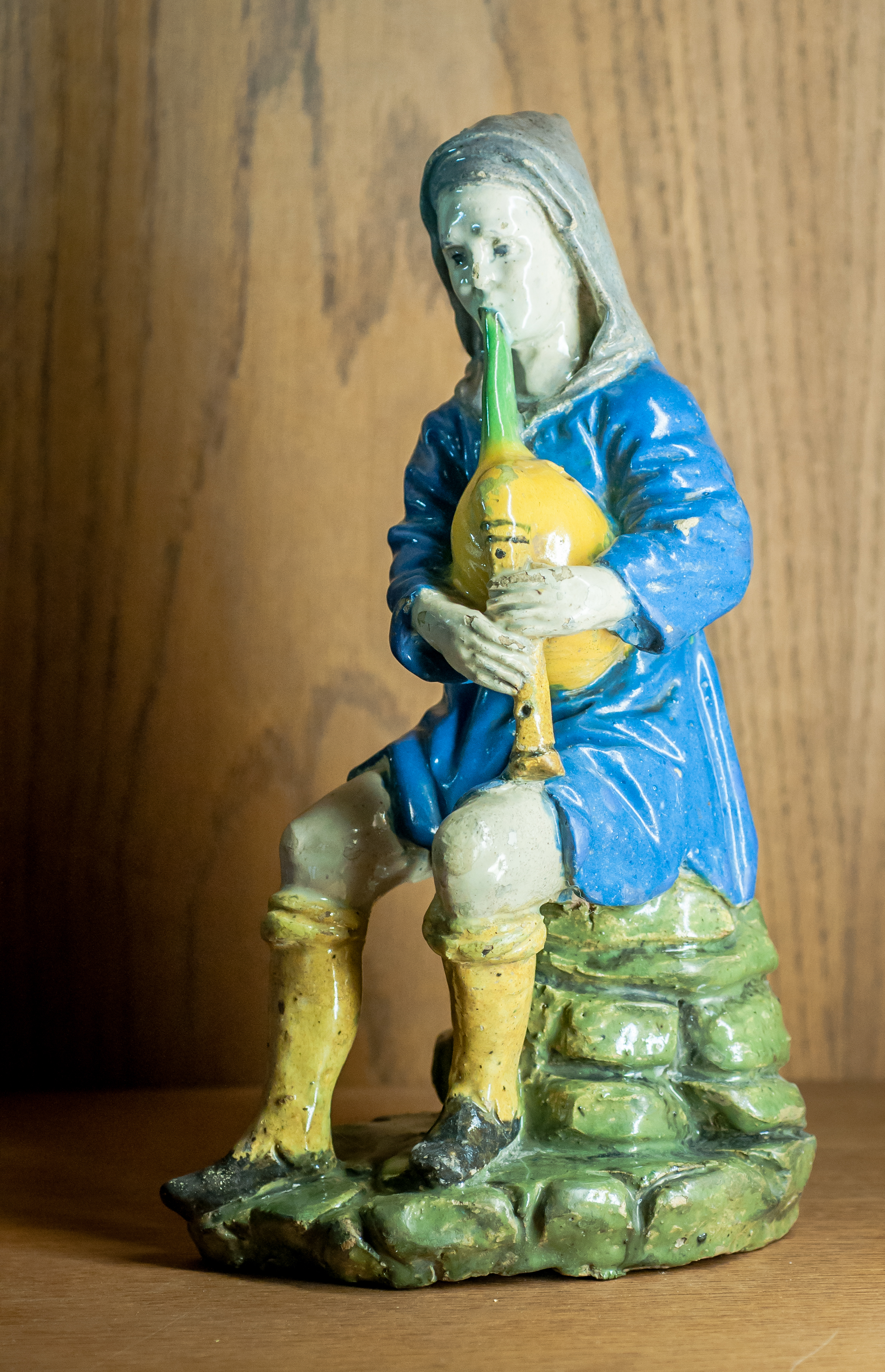
Майстерня делла Роббіа, «Музика з волинкою», 16 ст.
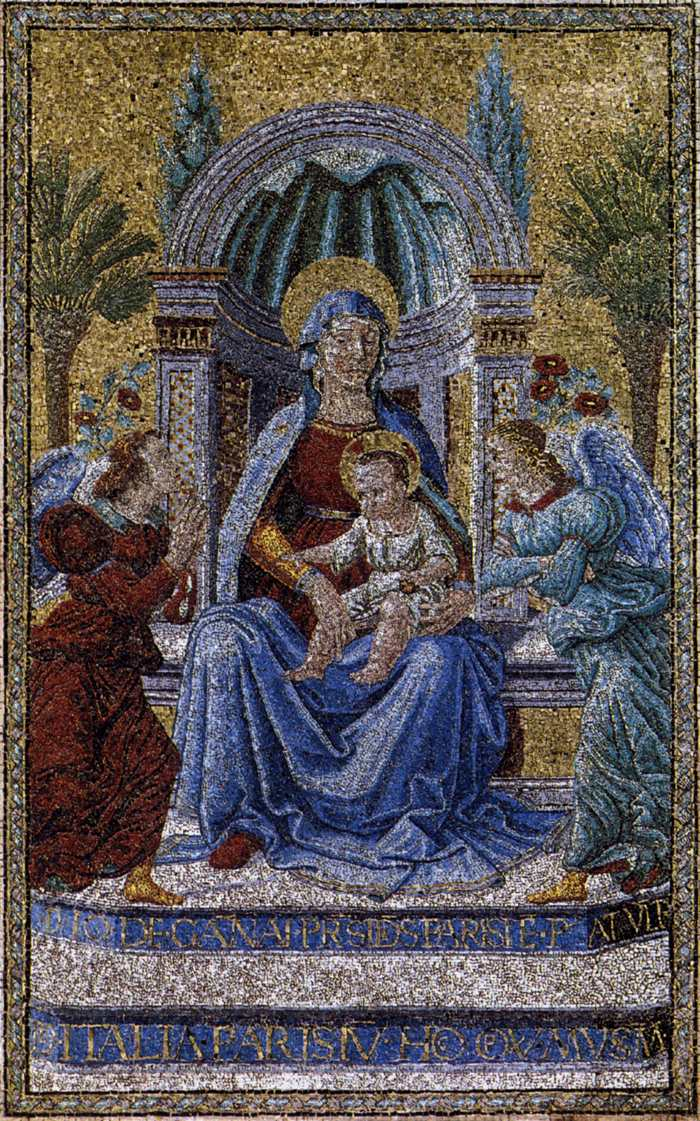
Давид Гірляндайо (1452–1525) «Мадонна на троні з немовлям і янголами»
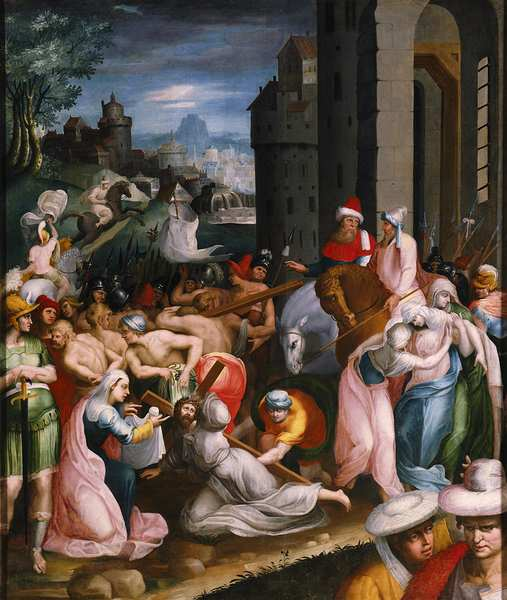
Туссен Дюбрей «Шлях на Голгофу»

## Дерев'яні рельєфи 16 ст.

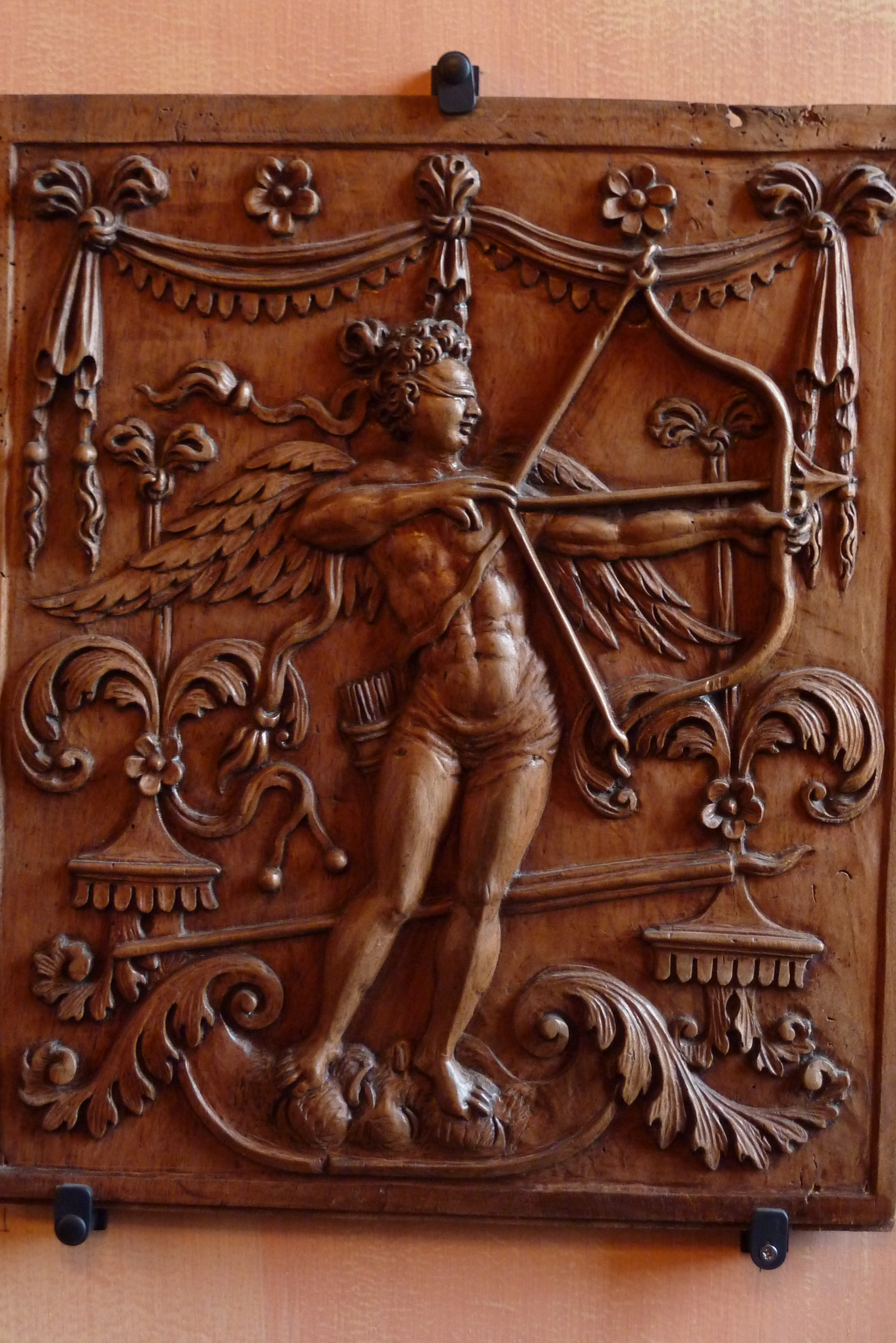
«Божок кохання Амур»
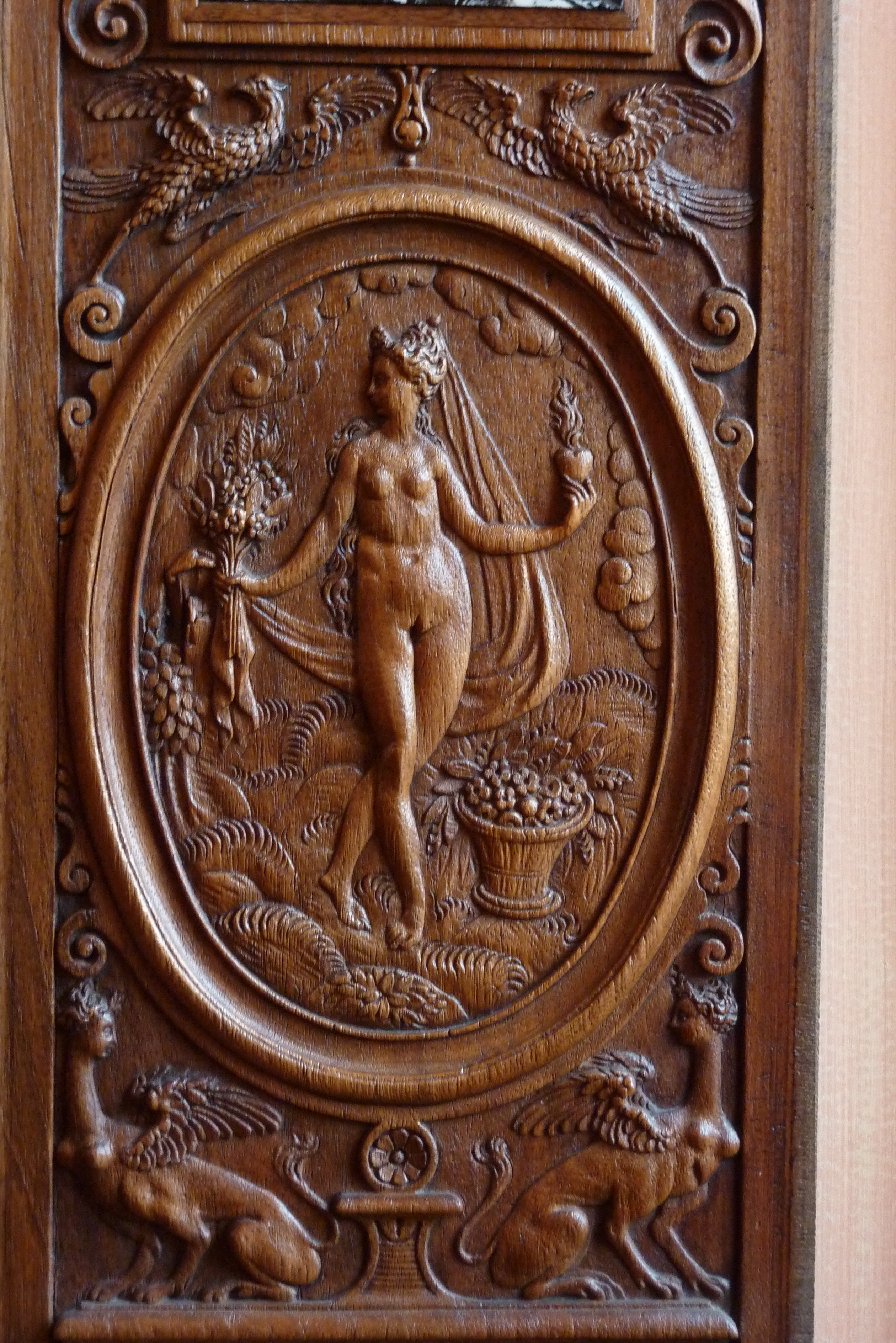
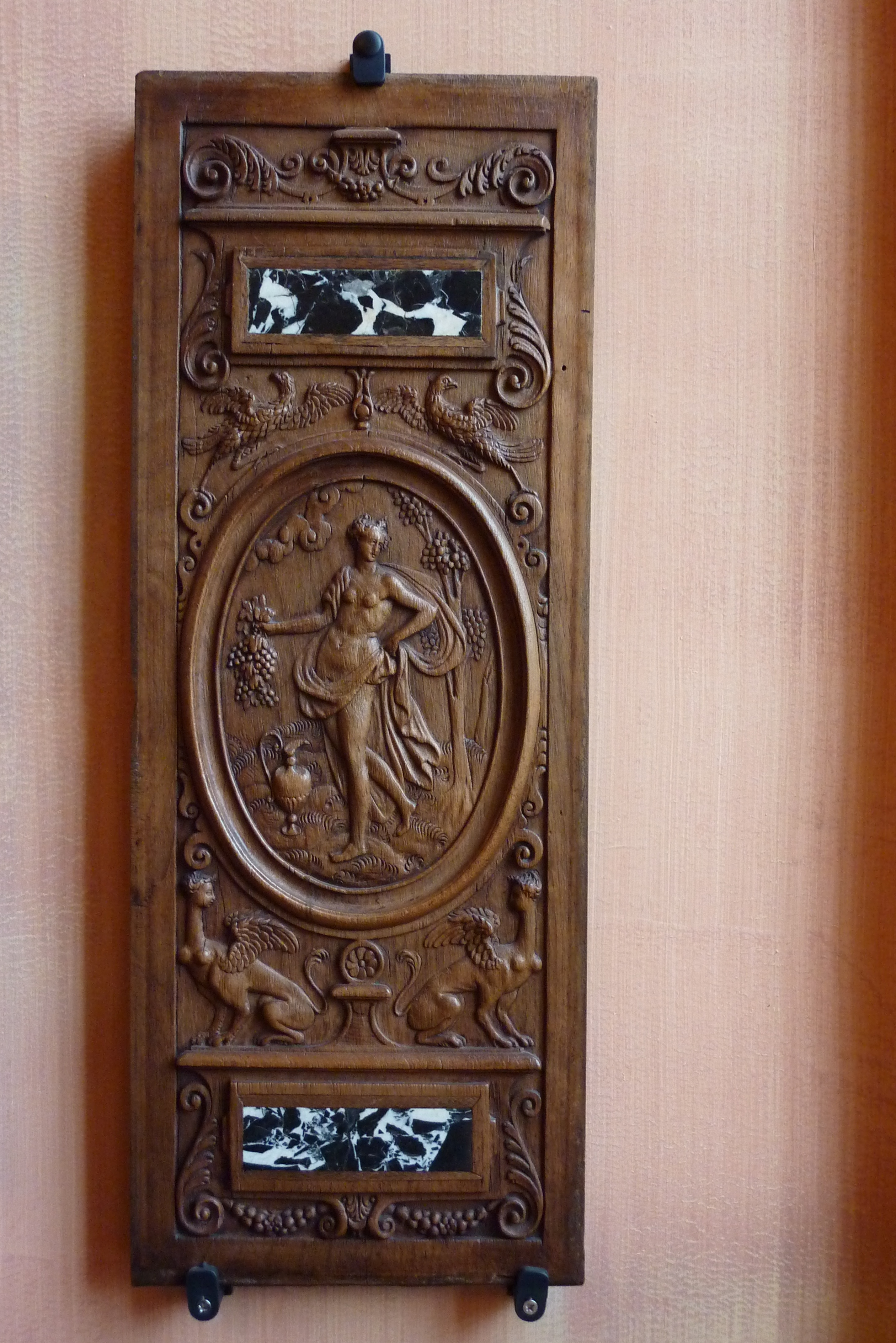
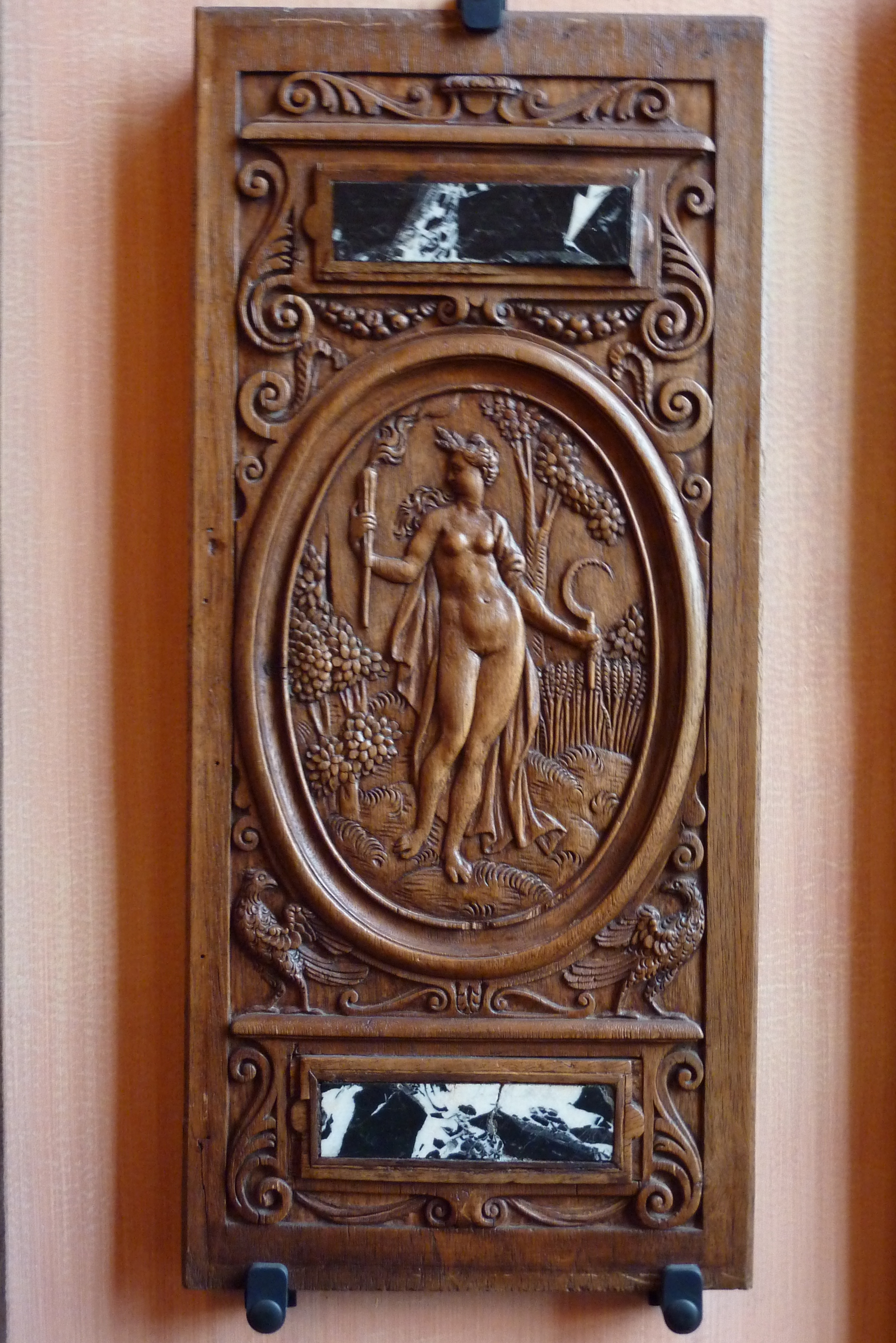

## Гобелени збірки

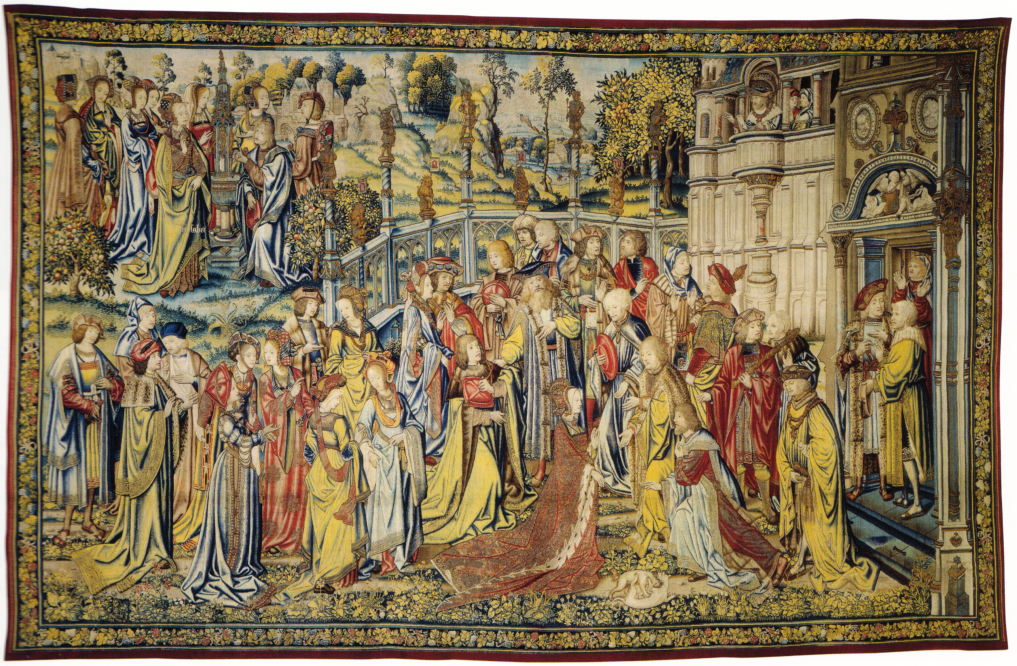
Серія з царем Давидом і Вірсавією, Брюссель, до 1528 року. Зі збірки короля Генріха VIII.
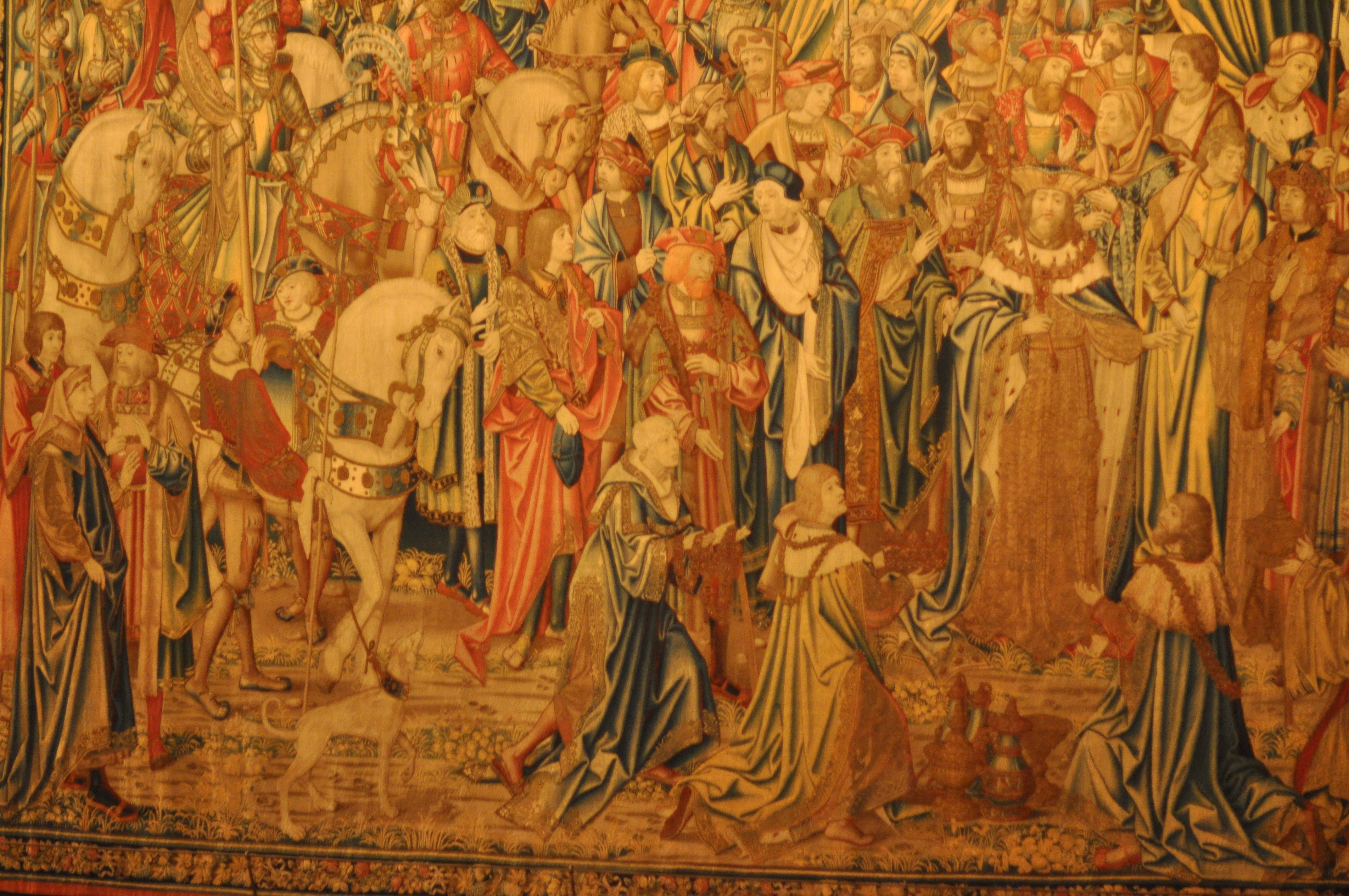
Серія з царем Давидом, Брюссель, до 1515 року.
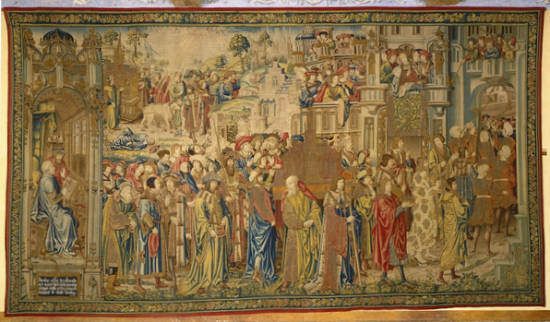
Серія з царем Давидом

## Колекція вітражів

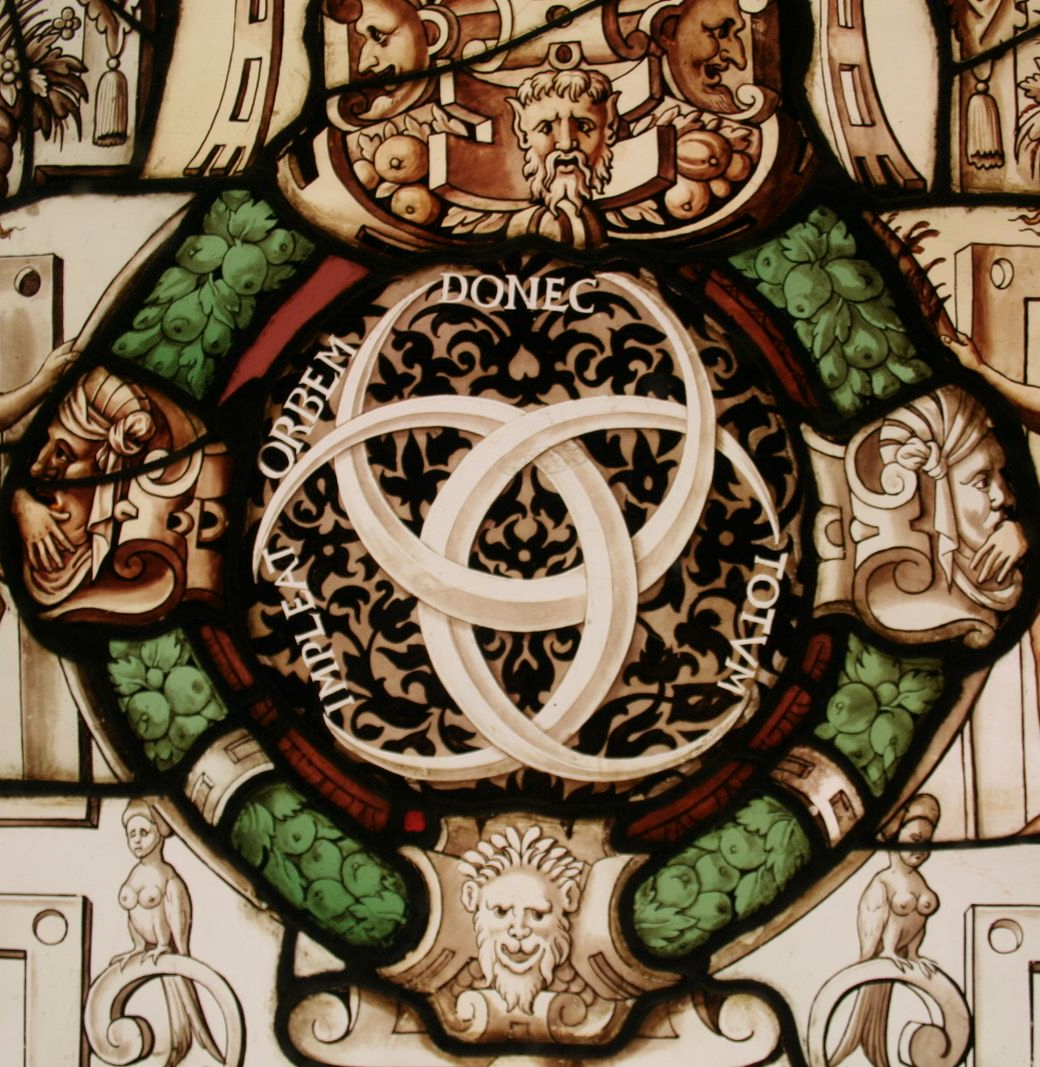
Декоративний вітраж доби маньєризму (Півмісяці з герба короля Франції Генріха II)
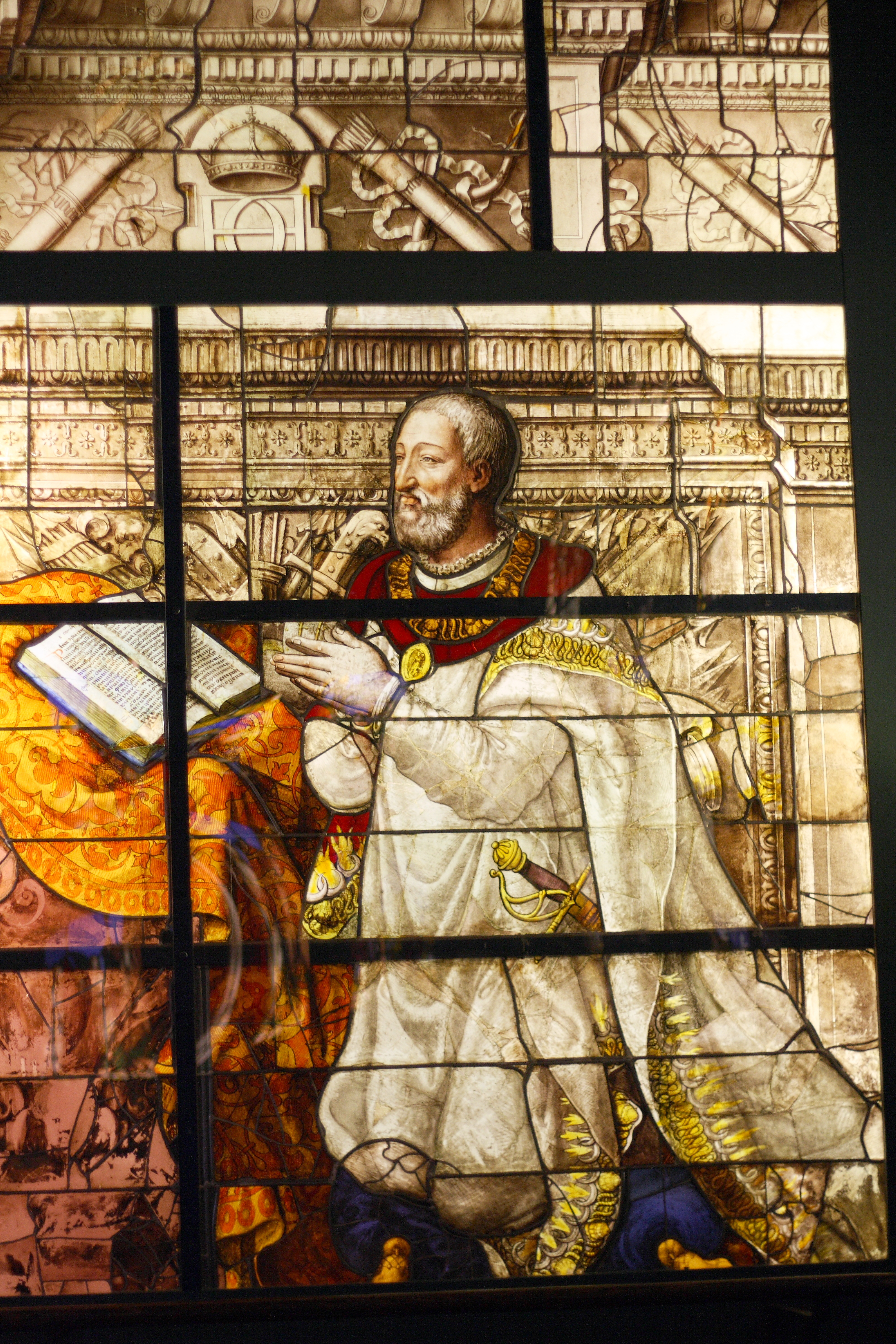
Вітражний майстер Ніколя Боро, «Презентація Франциска І» з каплиці замку Венсен.
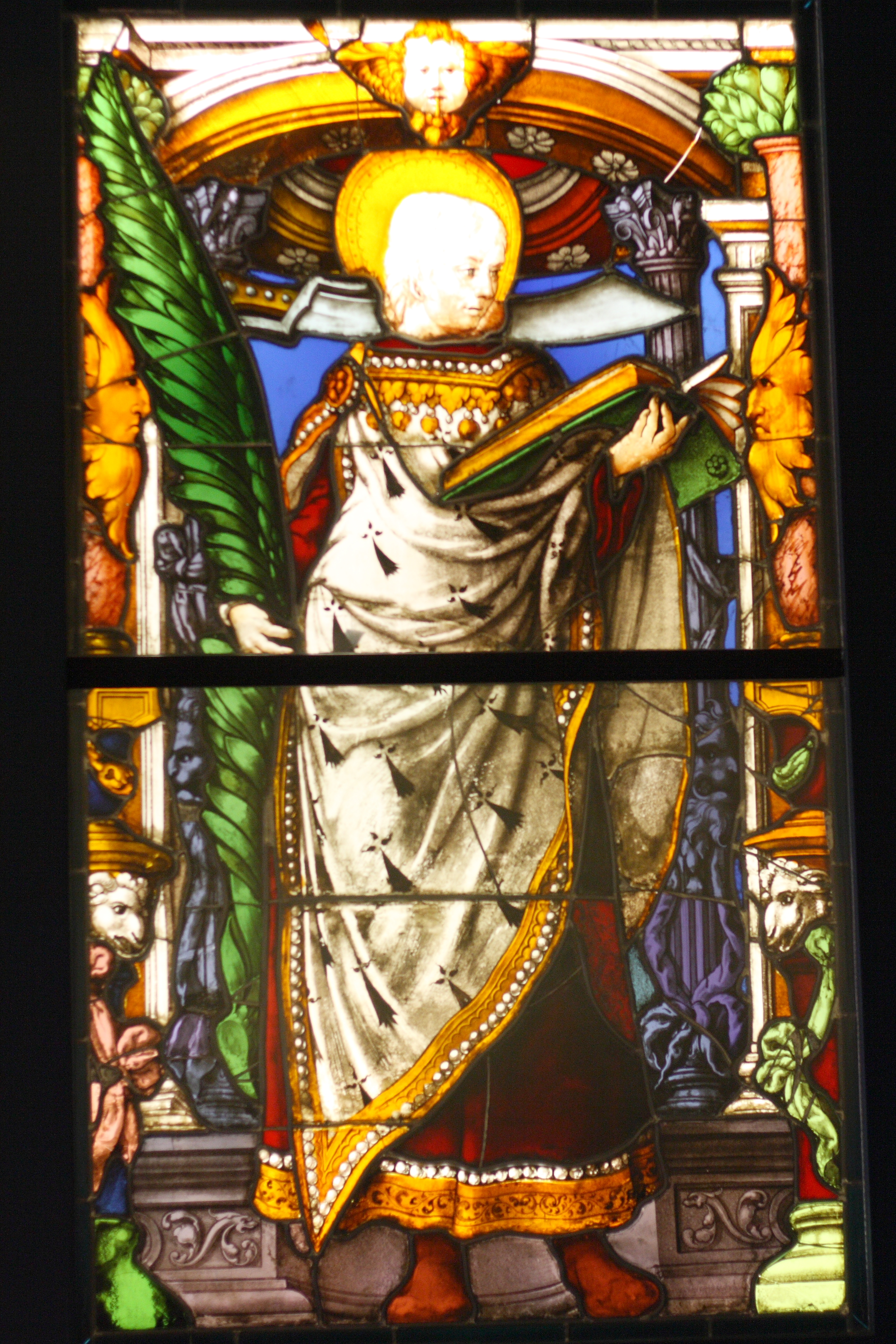
Янголи з королівським гербом, з каплиці замку Венсен.
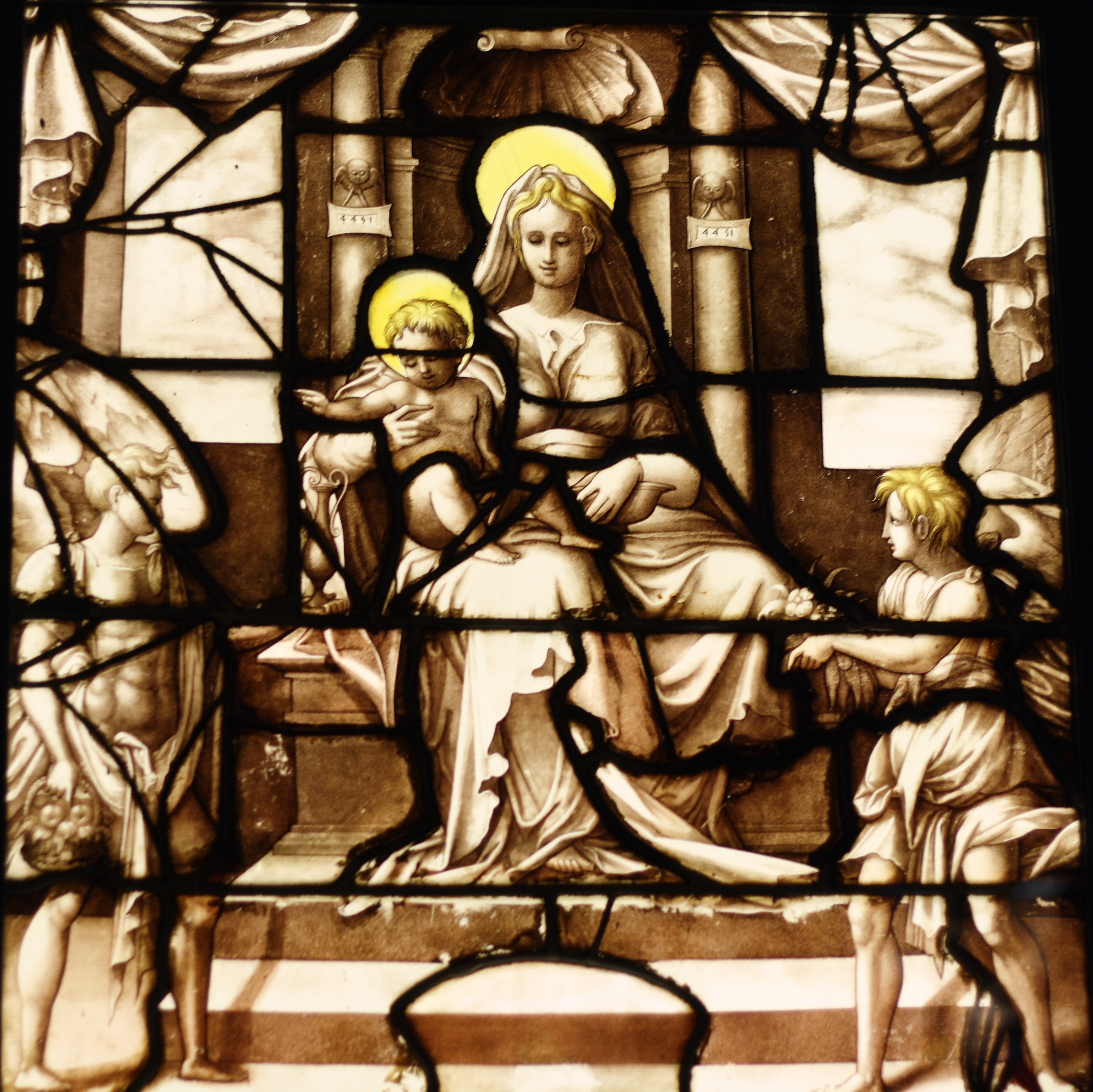
Вітраж «Мадонна з немовлям і янголами» доби маньєризму, 1544 рік, за гравюрою Жана Міньона
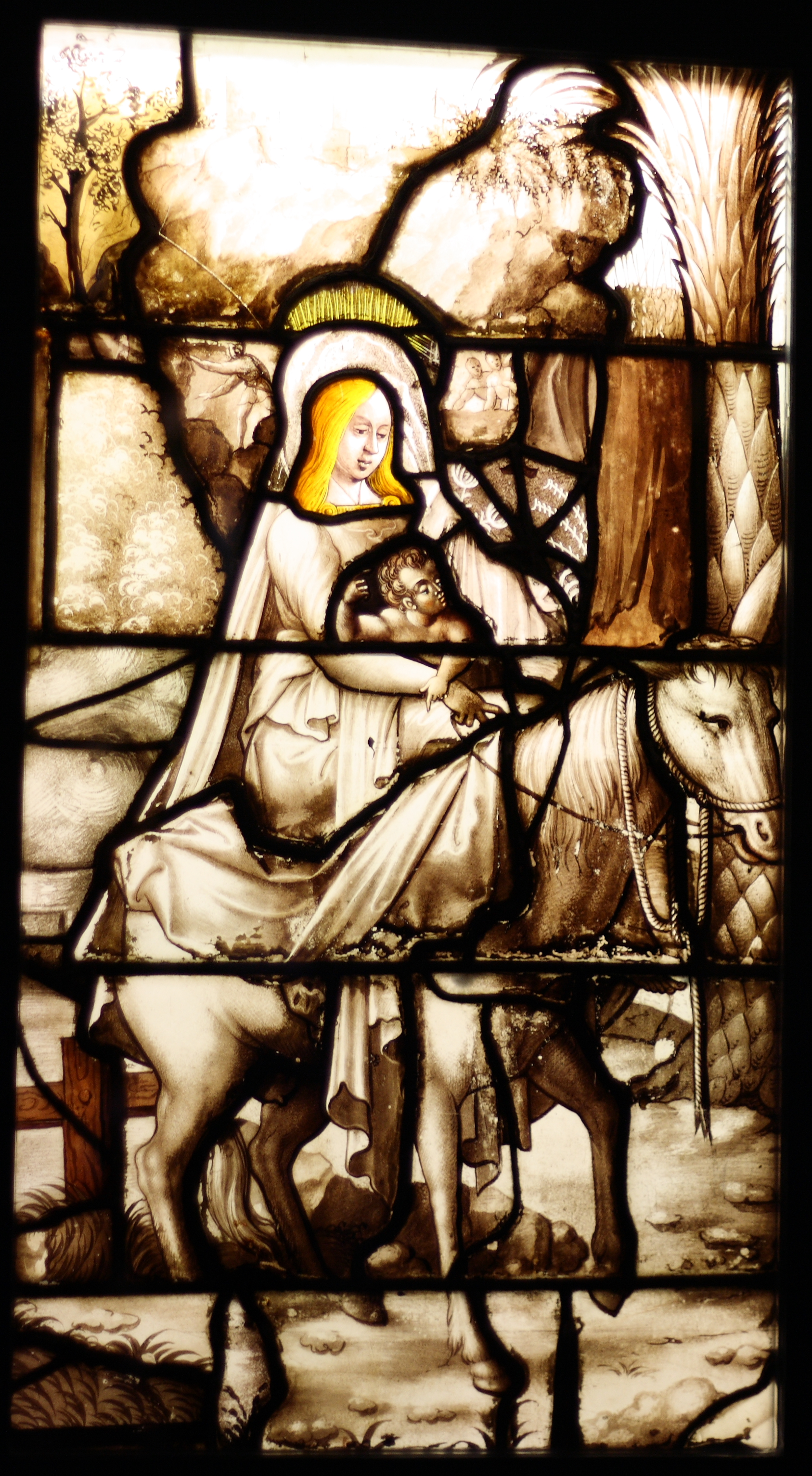
Вітраж «Втеча в Єгипет»
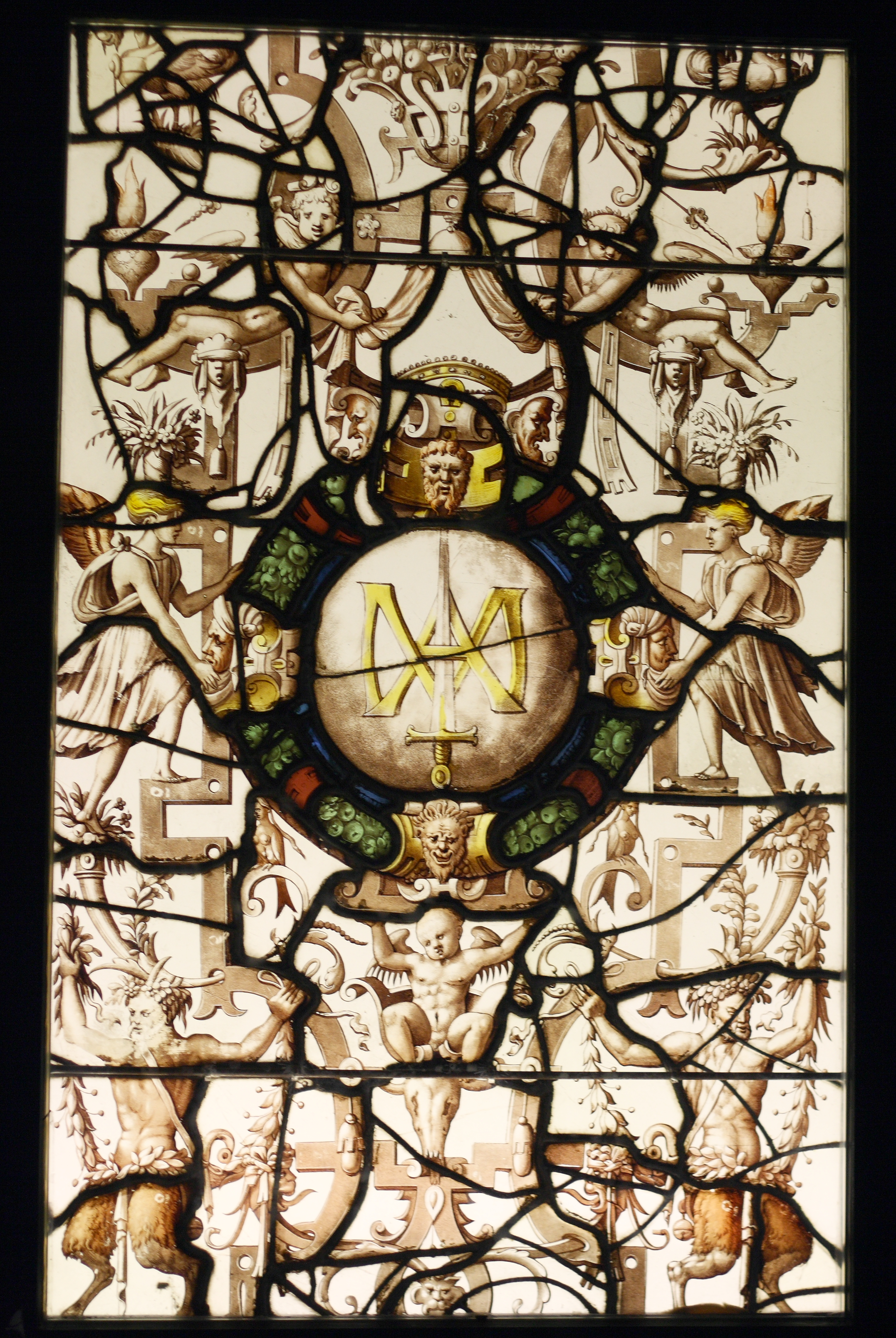
Вітраж з гербом і гротесками доби маньєризму
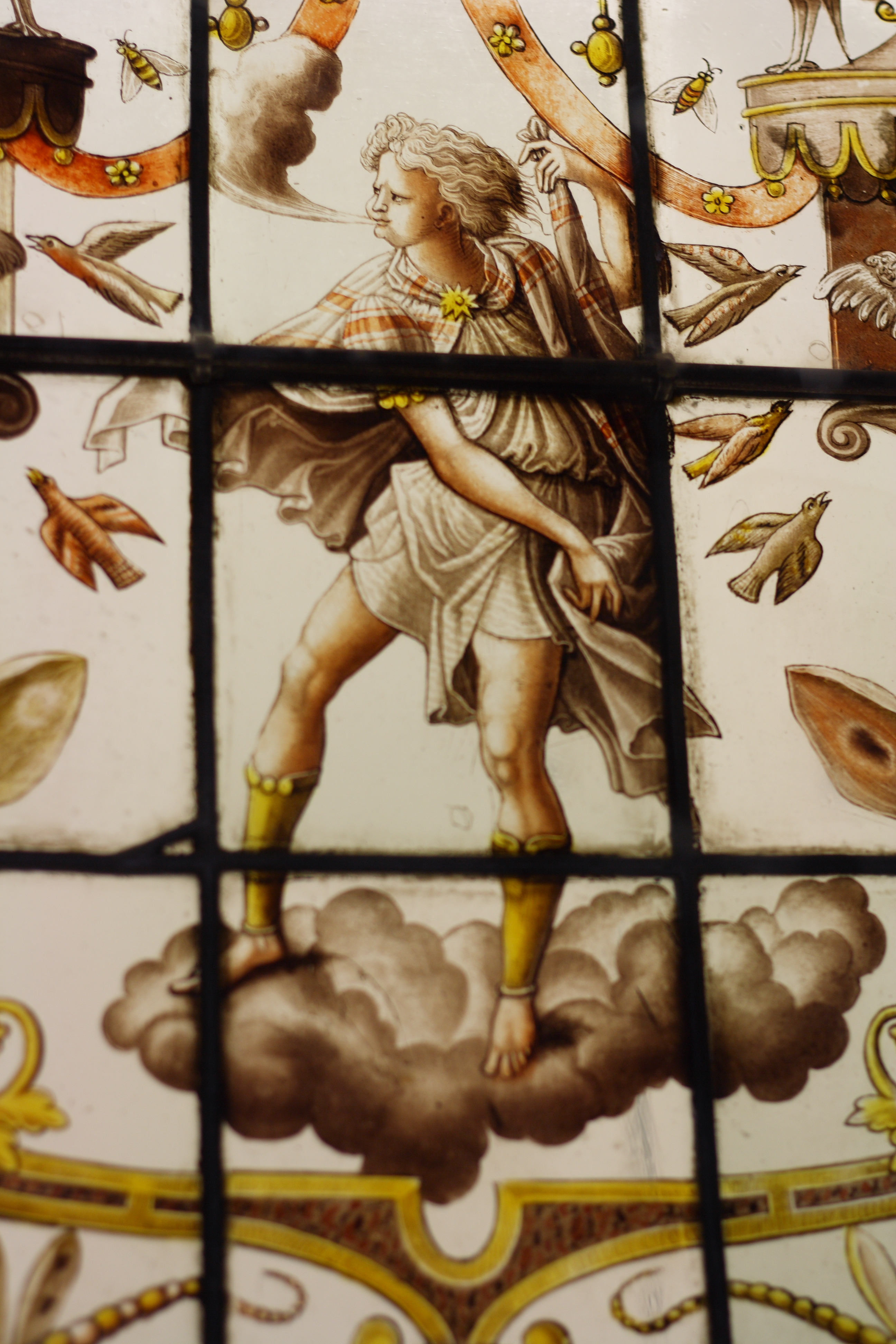
«Алегорія вітру»
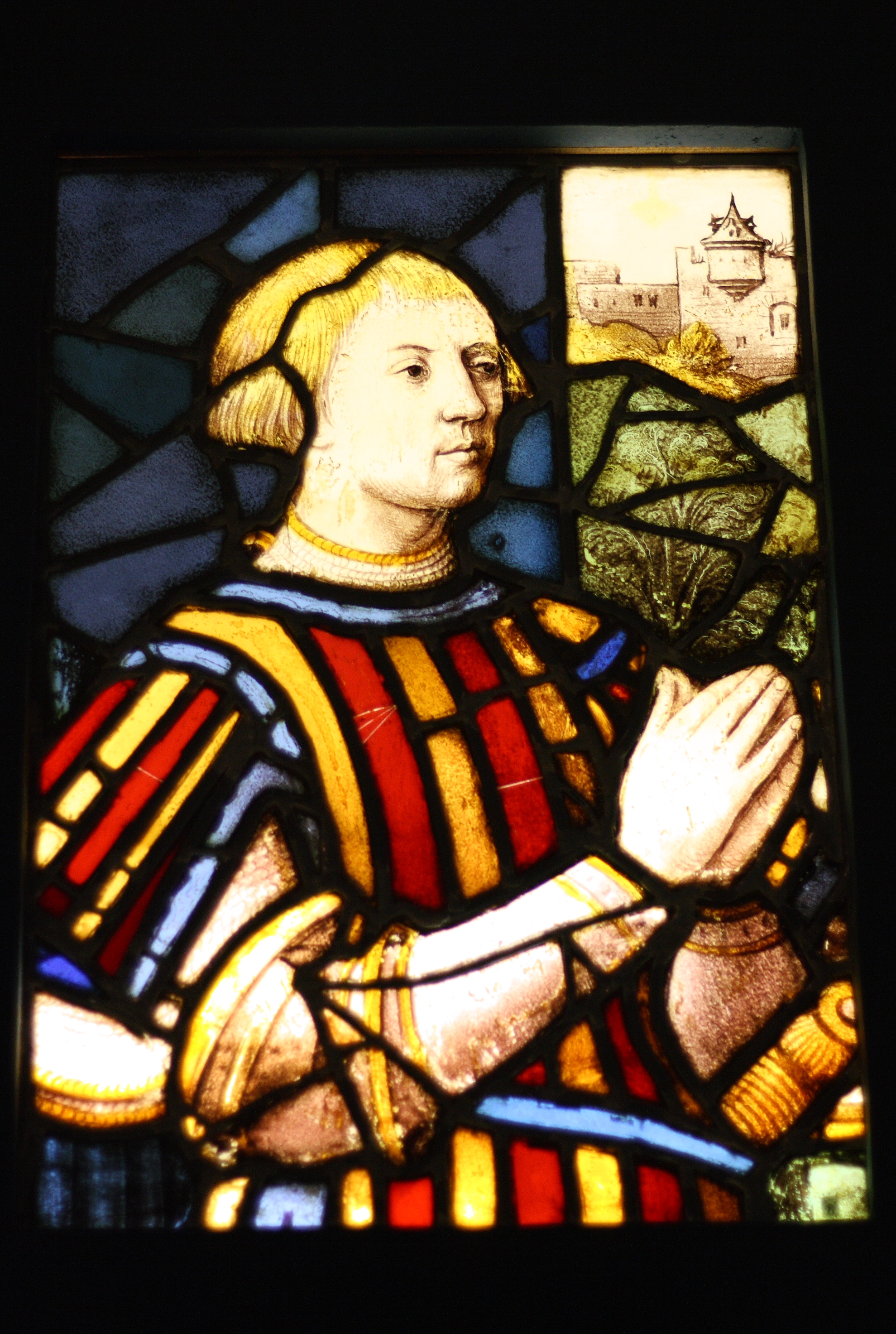
Вітраж з лицарем